# Michaelstunnel
Der Michaelstunnel ist ein Straßentunnel in Baden-Baden.
Der Tunnel ist Teil der B 500, die der westlichen Umfahrung der Innenstadt dient. Er hat nur eine Röhre, in der je eine Fahrspur pro Richtung im Gegenverkehr geführt wird. Der Michaelstunnel hat eine Länge von 2544 Metern und ist damit nach dem Saukopftunnel der zweitlängste Straßentunnel in Baden-Württemberg. Er wurde zwischen 1986 und 1989 gebaut, um die Innenstadt zu entlasten, und nach Michael Stourdza, einem moldauischen Fürsten und Ehrenbürger von Baden-Baden, benannt. Der Tunnel wird täglich von rund 20.000 Kraftfahrzeugen genutzt. 2011 wurde der Michaelstunnel für ein Jahr geschlossen, um ihn baulich und betrieblich nachzurüsten und die Sicherheit zu erhöhen. Dies war aufgrund erhöhter Sicherheitsstandards für Straßentunnel nötig geworden. Mit dem Abschluss der Bauarbeiten wurde er am 1. August 2012 wieder dem Verkehr übergeben.